# 1992-es Formula–1 mexikói nagydíj
A mexikói nagydíj volt az 1992-es Formula–1 világbajnokság második futama.

## Futam
Mexikóban a Williamsek szerezték meg az első sort a Benettonok és a McLarenek előtt. A rajtnál Senna megelőzte csapattársát, valamint a két Benettont is, így feljött Mansell és Patrese mögé. Senna a 11. körben váltóhiba miatt kiesett, így Schumacheré lett a harmadik hely. A versenyt ismét Mansell nyerte csapattársa, Patrese előtt. Berger negyedik, de Cesaris ötödik, Mika Häkkinen hatodik lett.
| Helyezés | #  | Versenyző            | Csapat/Motor          | Futott körök | Idő/Kiesés oka | Rajthely | Pontszám |
| -------- | -- | -------------------- | --------------------- | ------------ | -------------- | -------- | -------- |
| 1        | 5  | Nigel Mansell        | Williams-Renault      | 69           | 1:31:53,587    | 1        | 10       |
| 2        | 6  | Riccardo Patrese     | Williams-Renault      | 69           | +12,971        | 2        | 6        |
| 3        | 19 | Michael Schumacher   | Benetton-Ford         | 69           | +21,429        | 3        | 4        |
| 4        | 2  | Gerhard Berger       | McLaren-Honda         | 69           | +33,347        | 5        | 3        |
| 5        | 4  | Andrea de Cesaris    | Tyrrell-Ilmor         | 68           | +1 kör         | 11       | 2        |
| 6        | 11 | Mika Häkkinen        | Lotus-Ford            | 68           | +1 kör         | 18       | 1        |
| 7        | 12 | Johnny Herbert       | Lotus-Ford            | 68           | +1 kör         | 12       |          |
| 8        | 21 | Jyrki Järvilehto     | Dallara-Ferrari       | 68           | +1 kör         | 7        |          |
| 9        | 26 | Érik Comas           | Ligier-Renault        | 67           | +2 kör         | 26       |          |
| 10       | 25 | Thierry Boutsen      | Ligier-Renault        | 67           | +2 kör         | 22       |          |
| 11       | 29 | Bertrand Gachot      | Larrousse-Lamborghini | 66           | +3 kör         | 13       |          |
| 12       | 30 | Katajama Ukjó        | Larrousse-Lamborghini | 66           | +3 kör         | 24       |          |
| 13       | 9  | Michele Alboreto     | Footwork-Mugen-Honda  | 65           | +4 kör         | 25       |          |
| Kiesett  | 20 | Martin Brundle       | Benetton-Ford         | 47           | Motorhiba      | 4        |          |
| Kiesett  | 15 | Gabriele Tarquini    | Fondmetal-Ford        | 45           | Kuplung        | 14       |          |
| Kiesett  | 14 | Andrea Chiesa        | Fondmetal-Ford        | 37           | Kicsúszás      | 23       |          |
| Kiesett  | 22 | Pierluigi Martini    | Dallara-Ferrari       | 36           | Meghajtás      | 9        |          |
| Kiesett  | 27 | Jean Alesi           | Ferrari               | 31           | Motorhiba      | 10       |          |
| Kiesett  | 24 | Gianni Morbidelli    | Minardi-Lamborghini   | 29           | Kicsúszás      | 21       |          |
| Kiesett  | 32 | Stefano Modena       | Jordan-Yamaha         | 17           | Váltó          | 15       |          |
| Kiesett  | 3  | Olivier Grouillard   | Tyrrell-Ilmor         | 12           | Motorhiba      | 16       |          |
| Kiesett  | 1  | Ayrton Senna         | McLaren-Honda         | 11           | Erőátvitel     | 6        |          |
| Kiesett  | 23 | Christian Fittipaldi | Minardi-Lamborghini   | 2            | Kicsúszás      | 17       |          |
| Kiesett  | 33 | Maurício Gugelmin    | Jordan-Yamaha         | 0            | Motorhiba      | 8        |          |
| Kiesett  | 16 | Karl Wendlinger      | March-Ilmor           | 0            | Ütközés        | 19       |          |
| Kiesett  | 28 | Ivan Capelli         | Ferrari               | 0            | Ütközés        | 20       |          |
| NK       | 10 | Szuzuki Aguri        | Footwork-Mugen-Honda  |              |                |          |          |
| NK       | 17 | Paul Belmondo        | March-Ilmor           |              |                |          |          |
| NK       | 7  | Eric van de Poele    | Brabham-Judd          |              |                |          |          |
| NK       | 8  | Giovanna Amati       | Brabham-Judd          |              |                |          |          |

## A világbajnokság élmezőnyének állása a verseny után
| H  | Versenyzők         | Pont | H  | Konstruktőrök    | Pont |
| -- | ------------------ | ---- | -- | ---------------- | ---- |
| 1. | Nigel Mansell      | 20   | 1. | Williams-Renault | 32   |
| 2. | Riccardo Patrese   | 12   | 2. | McLaren-Honda    | 9    |
| 3. | Michael Schumacher | 7    | 3. | Benetton-Ford    | 7    |
| 4. | Gerhard Berger     | 5    | 4. | Lotus-Ford       | 2    |
| 5. | Ayrton Senna       | 4    | 5. | Tyrrell-Ilmor    | 2    |

## Statisztikák
Vezető helyen:
- Nigel Mansell: 69 (1-69)

Nigel Mansell 23. győzelme, 18. pole-pozíciója, Gerhard Berger 15. leggyorsabb köre.
- Williams 53. győzelme.